# 本溪市第一中学
本溪市第一中学简称本溪一中，是遼寧省本溪市明山区的一所高級中學，现有北地和大峪两个校区。前身是於1945年創辦的省立本溪联合中学，1951年更名為本溪第一中学，1960年被定为遼寧省重点中学。2003年被辽宁省教育厅評定為辽宁省示范性普通高中。

## 学校历史
本溪一中始建于1942年，1978年被确定为辽宁省首批办好的重点中学，2003年被评为辽宁省示范性高中。